# Richard Long (attore)
Richard Long (Chicago, 17 dicembre 1927 – Los Angeles, 21 dicembre 1974) è stato un attore statunitense.

## Biografia
Quinto dei sei figli dell'artista Sherman D. Long e di Dale McCord, frequentò la Waller High School a Chicago e la Evanston Township High School a Evanston, dove la famiglia Long si stabilì per un certo periodo prima di trasferirsi, nel 1944, a Hollywood. Sebbene non fosse inizialmente intenzionato a diventare attore, Long frequentò i corsi di recitazione presso la Hollywood High School e attirò su di sé l'attenzione di un talent scout della Universal Pictures.
Il giovane attore venne scelto per il melodramma Conta solo l'avvenire (1946), in cui interpretò il ruolo del figlio di Claudette Colbert e Orson Welles, e subito dopo gli furono offerte numerose altre parti di giovanotto, come in Lo straniero (1946), ancora con Welles, in cui Long interpretò il ruolo del fratello minore di Loretta Young, mentre nel 1947 fu scritturato per la commedia Io e l'uovo, in cui impersonò Tom Kettle, il figlio maggiore di Pa e Ma Kettle (Percy Kilbride e Marjorie Main), i vicini di casa campagnoli di Claudette Colbert e di Fred MacMurray. I personaggi di Pa e Ma Kettle riscossero un tale successo da dare vita a una serie di pellicole successive incentrate su di loro, in tre delle quali Long apparve nuovamente nel ruolo di Tom Kettle, I milionari (1949), I milionari a New York (1950), Ma and Pa Kettle Back on the Farm (1951). Interpretò inoltre la parte di Jeff Taylor nella commedia The Life of Riley (1949), e quella del fuorilegge Frank James nel western I predoni del Kansas (1950).
Durante gli anni cinquanta partecipò inoltre a due pellicole horror, Il culto del cobra (1955), e La casa dei fantasmi (1959), ma durante la seconda metà del decennio iniziò ad affermarsi prevalentemente come interprete televisivo. Apparve infatti in numerose serie come Carovane verso il West (1958), Matinee Theatre (1956-1958), Maverick (1958-1959), in cui interpretò il personaggio di "Gentleman" Jack Darby in quattro episodi.
Long si affermò definitivamente sul piccolo schermo grazie al ruolo del detective Rex Randolph nella serie Bourbon Street Beat (1959-1960), un telefilm poliziesco ambientato a New Orleans al quale partecipò per 37 episodi al fianco di Andrew Duggan. Interpretando differenti personaggi, partecipò a un'altra serie di successo, Indirizzo permanente (1961-1962), in 28 episodi, oltre a singole apparizioni in Alfred Hitchcock presenta (1963), Ai confini della realtà (1962-1964), e numerose altre. Più sporadica la sua presenza sul grande schermo, dove apparve all'inizio degli anni sessanta nella romantica commedia musicale Per sempre con te (1963), al fianco di Connie Francis e Paula Prentiss.
Nel 1965 giunse il ruolo per cui Long è maggiormente ricordato, quello di Jarrod Barkley nella serie televisiva western La grande vallata, nella parte del figlio maggiore della caparbia proprietaria di un grande ranch, Victoria Barkley, interpretata da Barbara Stanwyck, con la quale Long aveva già lavorato nel 1953 nel film Desiderio di donna. La grande vallata venne prodotto dalla ABC e andò in onda con grande successo di pubblico dal 1965 al 1969, per un totale di 112 episodi, lanciando anche la carriera dei coprotagonisti Linda Evans e Lee Majors.
Nel 1970 ottenne un altro ruolo di protagonista, quello del professor Everett nella sitcom La tata e il professore, al fianco di Juliet Mills. La serie fu trasmessa in 54 episodi tra il 1970 e il 1971, sempre per la rete ABC, dopodiché Long fu impegnato in un nuovo telefilm, Ticker Than Water, accanto a Julie Harris, ma la serie fu limitata a soli nove episodi e si concluse nel 1973.

## Vita privata
Dopo aver servito nella United States Army durante il conflitto in Corea, Richard Long sposò l'attrice e cantante Suzan Ball, ma il matrimonio durò appena 14 mesi, in quanto la Ball morì prematuramente di cancro nel 1955. Risposatosi nel 1957 con l'attrice e modella Mara Corday, da lei Long ebbe tre figli, Carey (nato nel 1957), Valerie (nata nel 1958) e Gregory (nato nel 1960). 
Afflitto da problemi cardiaci, forte bevitore e fumatore, Long ebbe un primo attacco di cuore alla fine degli anni cinquanta, cui ne seguirono altri fino all'ultimo del 21 dicembre 1974, che ne causò la morte a 47 anni.

## Filmografia

### Cinema
- Conta solo l'avvenire (Tomorrow Is Forever), regia di Irving Pichel (1946)
- Lo straniero (The Stranger), regia di Orson Welles (1946)
- Lo specchio scuro (The Dark Mirror), regia di Robert Siodmak (1946)
- Io e l'uovo (The Egg and I), regia di Chester Erskine (1947)
- La quercia dei giganti (Tap Roots), regia di George Marshall (1948)
- I milionari (Ma and Pa Kettle), regia di Charles Lamont (1949)
- The Life of Riley, regia di Irving Brecher (1949)
- Doppio gioco (Criss Cross), regia di Robert Siodmak (1949)
- I milionari a New York (Ma and Pa Kettle Go to Town), regia di Charles Lamont (1950)
- I predoni del Kansas (Kansas Raiders), regia di Ray Enright (1950)
- I moschettieri dell'aria (Air Cadet), regia di Joseph Pevney (1951)
- Ma and Pa Kettle Back on the Farm, regia di Edward Sedgwick (1951)
- Back at the Front, regia di George Sherman (1952)
- Desiderio di donna (All I Desire), regia di Douglas Sirk (1953)
- The All American, regia di Jesse Hibbs (1953)
- Le giubbe rosse del Saskatchewan (Saskatchewan), regia di Raoul Walsh (1954)
- Ragazze audaci (Playgirl), regia di Joseph Pevney (1954)
- Il culto del cobra (Cult of the Cobra), regia di Francis D. Lyon (1955)
- I rapinatori del passo (Fury at Gunsight Pass), regia di Fred F. Sears (1956)
- Colui che rise per ultimo (He Laughed Last), regia di Blake Edwards (1956)
- L'amore di una geisha (Tokyo After Dark), regia di Norman T. Herman (1959)
- La casa dei fantasmi (House of Haunted Hill), regia di William Castle (1959)
- Per sempre con te (Follow the Boys), regia di Richard Thorpe (1963)
- Juokse kuin varas, regia di Åke Lindman e Richard Long (1964)

### Televisione
- Lux Video Theatre – serie TV, 1 episodio (1954)
- Climax! – serie TV, episodio 1x31 (1955)
- Screen Directors Playhouse – serie TV, episodio 1x11 (1955)
- The United States Steel Hour – serie TV, 2 episodi (1954-1956)
- TV Reader's Digest – serie TV, episodi 1x14-2x32 (1955-1956)
- Hey, Jeannie! – serie TV, 1 episodio (1956)
- Schlitz Playhouse of Stars – serie TV, 1 episodio (1957)
- Suspicion – serie TV, 1 episodio (1957)
- Alcoa Theatre – serie TV, 1 episodio (1958)
- Carovane verso il West (Wagon Train) – serie TV, 1 episodio (1958)
- Have Gun - Will Travel – serie TV, episodio 1x22 (1958)
- The Millionaire – serie TV, 1 episodio (1958)
- Matinee Theatre – serie TV, 5 episodi (1956-1958)
- The Further Adventures of Ellery Queen – serie TV, episodio 1x14 (1959)
- Sugarfoot – serie TV, episodio 2x17 (1959)
- Lawman – serie TV, 1 episodio (1959)
- Maverick – serie TV, 4 episodi (1958-1959)
- Bourbon Street Beat – serie TV, 37 episodi (1959-1960)
- Hawaiian Eye – serie TV, episodio 2x13 (1960)
- Corruptors (Target: The Corruptors) – serie TV, episodio 1x14 (1961)
- Thriller – serie TV, episodio 2x15 (1962)
- Tales of Wells Fargo – serie TV, 1 episodio (1962)
- Outlaws – serie TV, episodio 2x20 (1962)
- Alfred Hitchcock presenta (Alfred Hitchcock Presents) – serie TV, 1 episodio (1962)
- Going My Way – serie TV, episodio 1x29 (1963)
- L'ora di Hitchcock (The Alfred Hitchcock Hour) – serie TV, episodio 2x05 (1963)
- Indirizzo permanente (77 Sunset Strip) – serie TV, 28 episodi (1958-1963)
- Ai confini della realtà (The Twilight Zone) – serie TV, 2 episodi (1962-1964)
- Disneyland – serie TV, 3 episodi (1964)
- The Crisis – serie TV, 1 episodio (1965)
- La grande vallata (The Big Valley) – serie TV, 112 episodi (1965-1969)
- Love, American Style – serie TV, 1 episodio (1970)
- La tata e il professore (Nanny and the Professor) – serie TV, 54 episodi (1970-1971)
- Ticker Than Water – serie TV, 9 episodi (1973)
- The ABC Saturday Superstar Movie – serie TV, 3 episodi (1972-1973) (voce)
- The Girl Who Came Gift-Wrapped, regia di Bruce Bilson – film TV (1974)
- Death Cruise, regia di Ralph Senensky – film TV (1974)

## Doppiatori italiani
- Giuseppe Rinaldi in Lo straniero, Io e l'uovo, Doppio gioco, Desiderio di donna, Le giubbe rosse del Saskatchewan
- Gianfranco Bellini in Conta solo l'avvenire
- Nando Gazzolo in La casa dei fantasmi
- Germano Longo in La grande vallata
- Dario Penne in La tata e il professore